# Saint-Génis-des-Fontaines
Saint-Génis-des-Fontaines (Catalaans: Sant Genis de Fontanes) is een gemeente in het Franse departement Pyrénées-Orientales (regio Occitanie). De plaats maakt deel uit van het arrondissement Céret. Saint-Génis-des-Fontaines telde op 1 januari 2022 2.985 inwoners.

## Geografie
De oppervlakte van Saint-Génis-des-Fontaines bedroeg op 1 januari 2022 9,9 vierkante kilometer; de bevolkingsdichtheid was toen 301,5 inwoners per km². De plaats ligt in de vlakte van Roussillon aan de voet van het Alberamassief.

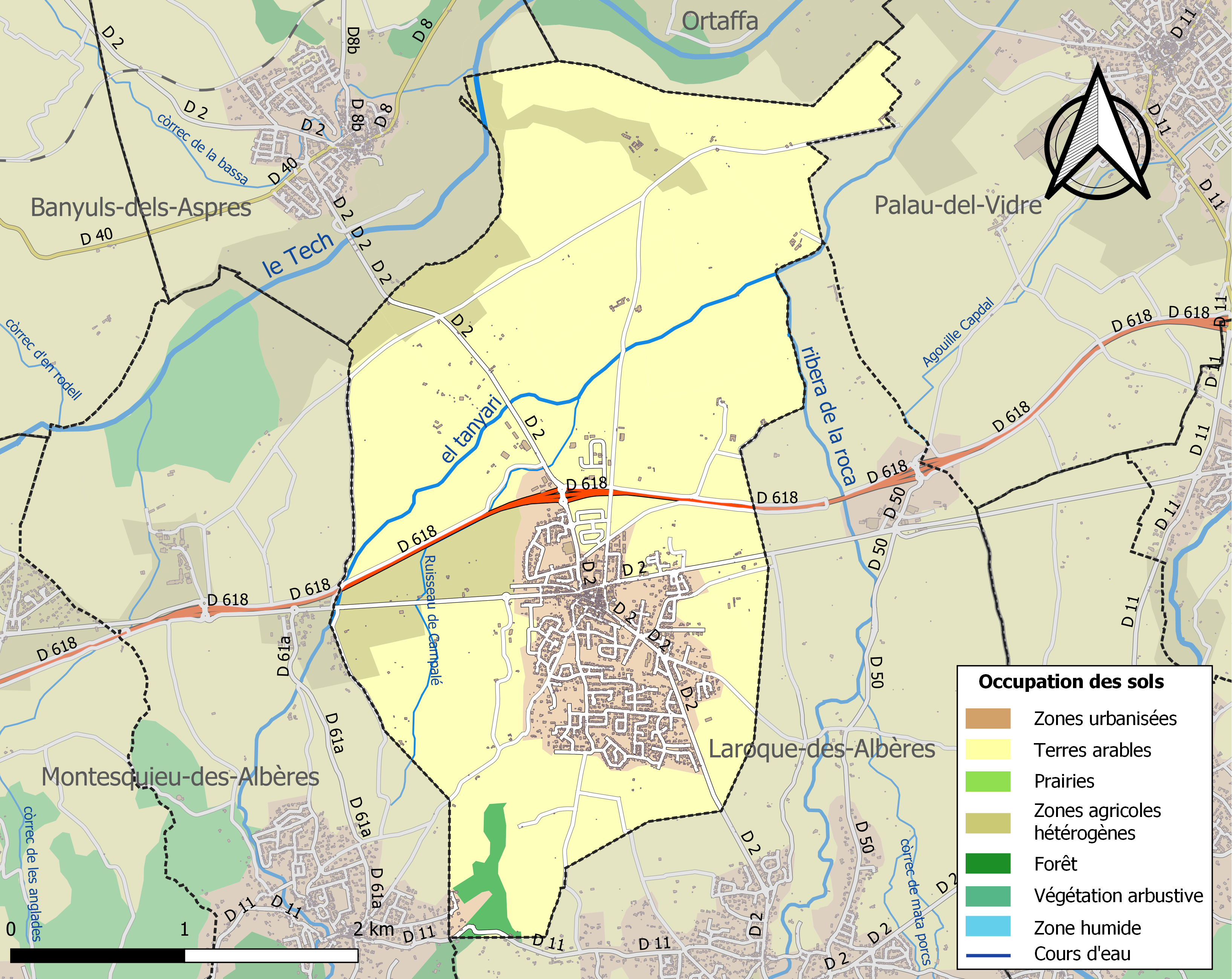
Kaart van de gemeente met de belangrijkste infrastructuur, bodemgebruik en omliggende gemeenten

## Demografie
Onderstaande figuur toont het verloop van het inwonertal (bron: INSEE-tellingen).

## Bezienswaardigheden
Al heel vroeg werd de benedictijner Abdij Saint-Génis-des-Fontaines opgericht. De kerk en de kloostergang zijn de moeite waard om te bezichtigen. De heel gedetailleerd uitgewerkte latei of bovendrempel van het hoofdportaal is een romaans bas-reliëf dat het oudste gedateerde romaans beeldhouwwerk is (1019-1020).